# Kabala i erotika
Erotika u Kabali nije istovjetna erotici u judaizmu općenito. Ona se može izvesti iz temeljnih načela same Kabale i to iz dva očišta. Prvo se odnosi na to kako iz učenja Kabale razumjeti erotiku, a drugo istražuje prisutnost erotike u Kabali. Riječ „erotika“ upućuje na Kabala praksu jihudim (יִחוּדִים) što znači postupak objedinjavanja nasuprotnih vidova Božjih atributa kroz sve razine svjetova i duša.  Na najvišoj razini riječ je o sjedinjavanju Boga kao stvoritelja – muško načelo, i njegove Šeḥina (שְׁכִינָה) koja je zapravo Božja prisutnost u ovom svijetu Asija.

## Kako iz Kabale razumjeti erotiku
Po riječima G. Langera „sveukupna Božja služba usmjerena je u Kabali na 'sjedinjenje' (jihud) 'Svetoga' s njegovom 'slavom'. Sjedinjenje muškarca i žene u svijetu Asija utječe na sjedinjavanje muškog i ženskog vida Boga, a erotsko sjedinjenje u Boga utječe na sjedinjenje muškarca i žene.  Ako sjedinjenje u Bogu ima nekakav utjecaj na sjedinjenje muškarca i žene u Asija svijetu, onda u svom ljubavnom sjedinjenju muškarac i žena imaju viziju onog sjedinjenja koje je prisutno u Bogu. Budući da se erotski život može razumjeti kao da se proteže od svijeta Asija – ljubavni život muškarca i žene, do Adam Kadmona – „ljubavno“ sjedinjenje muškog i ženskog vida AK, to se može govoriti o erotizmu u sva četiri svijeta (arba olamot): Asija, Jecira, Beria, Acilut, odnosno pet svjetova ako se uključi Adam Kadmon. Erotika ima svoj likovni vid – u svijetu Jecira; svoj energijski (snagosni) vid – u svijetu Beria; svoj logosni (govorni i zvukovni) vid – u svijetu Acilut; svoj vid čistog svjetla u Adam Kadmonu. 
O erotici iz očišta slike govori se onda kada se ono erotičko (הַאֵרוֹטִי) promatra kao slika u tijelu unutarnje slike; tada je erotski doživljaj tek slika, koja je nužna sastavnica erotskog doživljaja, ali ne i jedina.
O erotici iz očišta pokreta govori se onda kada se ono erotičko osjeća u sebi kao pokret u tijelu unutarnjeg pokreta.
O erotici iz očišta govora govori se onda kada se ono erotičko čuje kao unutarnji govor u tijelu unutarnjeg govora.

## Kako je erotika prisutna u Kabali
Kakva je erotika Kabale i u čemu se sastoji spomenuto ljubavno sjedinjenje muškog i ženskog vida Boga?
Očito je riječ o metafori ili prijenosu smisla: onaj tajnoviti smisao ljubavnog sjedinjenja muškarca i žene prenosi se na bit sjedinjenja u Božjem svijetu koje, očito nije poput ljudskog u smislu: tjelesnog zagrljaja, vođenja ljubavi, tjelesnog užitka koji kulminira u orgastičkom sjedinjenju. Što je na djelu pri sjedinjavanju muškog i ženskog vida Boga može se  razmotriti na razini Adam Kadmon; riječ je o konfiguraciji deset sefirota, pa će stoga biti na djelu sjedinjenje sefirota, zapravo parcufima, s muškim predznakom i parcufima sa ženskim predznakom: 
Muški su zapravo parcufim: Abba („Otac“), Zeir Anpin („Malo lice; Sin“); ženski parcufim su: Imma („Majka“), Nukva („Kći“). Erotika na razini Boga sastoji se u ljubavnom sjedinjenju parcufa Abba i Imma, Zeir Anpin (predstavljen sefirom Tiferet) i Nukva (sefira Malkut). 

## Kabala praksa erotike ili: Praksomjihudimkultivirani život
Jihudim (ujedinjavanje, hebr: יִחוּדִִִים) je praksa duše Jehida, a sastoji se u objedinjavanju Božjih imena u ono bezimeno koje je najdublji temelj i izvor sveg postojanja. U Kabali pod izrazom jihudim mislimo na:
1.     Sjedinjenje sefirota Tiferet (kao predstavnika parcufa Ze'ir Anpin) i Malkut (istovjetna parcufu Nukva). Na razini fizičkog tijela Tiferetu odgovara položaj u grudnom košu (ili dijafragmi), a Malkutu odgovara položaj u ustima kao organu govora (komunikacije). Malkut je sefira kojom emanira Božji atribut kraljevanja što podrazumijeva komunikaciju, dakle govor.
2.     Sjedinjenje, doslovno erotsko, muškog vida Boga (parcuf: Ze'ir Anpin) i ženskog vida (parcuf: Nukva). Naravno da je to sjedinjenje neka vrst replike erotskog sjedinjavanja muškarca i žene ili, možda obrnuto: ljudsko sjedinjavanje je blijeda replika Božjeg sjedinjavanja. Interesantno je spomenuti da se činom erotskog sjedinjavanja muškarca i žene može teurgijski djelovati, po Kabali, na sjedinjavanje u okrilju Boga muškog i ženskog vida – upravo na to se misli kada se govori o erotici Kabale. Jihudim (יִחוּדִִִים) je na neki način yoga u Kabali, objedinjavanje sefirota na svim razinama: 
U duši Nefeš: kroz praksu yoga-asana radi se jihudim onih dijelova tijela koji su posebno dinamizirani (osnaženi). Kad se radi pranayama tada se prakticira jihudim na glavne tijekove snage (prana) u tijelu, osobito jihudim energije zdjelice – apana-vayu i grudiju – prana-vayu, u Kabali njima korespondiraju sefiroti Jesod i Tiferet. Jihudim na razini disanja znači jedno objedinjavanje dva vida daha: prana-vayu koji ima uhodani smjer kretanja prema gore, i apana-vayu koji ima uhodani smjer kretanja prema dolje. Preneseno na praksu Kabale to znači objedinjavanje (jihudim) sefirota Jesod i Tiferet. 

### U dušiRuah:jihudimduševnih moći (mentalnih stavova)
U praksi kontrole zlih poriva (jecer hara) nastoji se objediniti duševne moći (mentalnih stavova) koje pripadaju „muškim“ sefirotima –na lijevoj strani Stabla života (Bina, Gevura, Hod), s više „ženskim“ sefirotima smještenim na desnoj strani Stabla (Hokma, Hesed, Necah). To znači u postupanju s lošim porivima postupati tako da im pristupimo:
Intelektualno, analitički – Bina, ali u duhu cjelovitog uvida – Hokma;
u davanju – Hesed, ali usklađenim s opravdanim uskraćivanjem – Gevura; 
u svladavanju prepreka na putu – Necah, ali povezano s ustrajnošću – Hod.

### U dušiNešama:jihudimvrlina
U ćudorednoj praksi primjene vrlina (lehagiv musari) u djelovanju nastoji se objediniti vrline pripadne sefirotima na lijevoj („muškoj“) strani Stabla života (ec hajim) s onima na desnoj („ženskoj“) strani Stabla života. To znači, govoreći konkretno:
Nesebičnost (bitul) mudrosti harmonizirati s radošću (simha) intelektualnog rada;
Pristup u ljubavi (ahava) harmonizirati s većom ljubavi (strahopoštovanjem: jirat JHWH) spram Boga; Povjerenje u Boga (bitahon) harmonizirati s iskrenom zahvalnošću (temimut) prema njemu. Isto tako treba objedinjavati i sve sefirote na okomitoj srednjoj osi Stabla: Malkut – Jesod – Tiferet – Keter. Vrline koje tim sefirotima odgovaraju su redom: poniznost (šiflut), istinoljubivost (emet), milosrđe (rahamim), vjera (emuna) i užitak u služenju Bogu (ta'anug). 

### U dušiHaja:jihudimBožjih imena
Na lijevoj strani Stabla života su imena strogog i pravednog Boga: Elohim i Elohim C'vaot; na desnoj su strani imena milosrdnog Boga koji oprašta ljudima njihove grijehe: Jah, El, Adonai C'vaot. Potrebno je prakticirati objedinjavanje (jihudim) svih Božjih imena. Postoji i tehnika objedinjavanja slova u četveroslovnom imenu (Tetragramaton, hebr: Šem Hameforaš). Ali jedno objedinjavanje – ljubavno sjedinjavanja (jihudim) koje se najčešće spominje u židovskoj mističkoj praksi, samim tim i u Kabali, je ljubavno sjedinjavanje „muškog“ vida Boga – Adonai (יהוה), i „ženskog“ vida, zapravo Božjeg prisustva na zemlji a to je Šeḥina  (שְׁכִינָה).  Naravno da to sjedinjavanje treba shvatiti metaforički, ali se ono, da bi mistički doživljaj bio što snažniji, opisuje snažnim erotskim terminima čak štoviše ponegdje se i oslikava kao ljubavni zagrljaj muškarca i žene. 

### U dušiJehida:jihudimBožjih atributa
To je najviše sjedinjenje, više od onog između Boga i čovjeka koje se zbiva u praksi d'vekut. Svi Božji atributi (od uzvišenosti do kraljevanja) harmonično su povezani u skladu i ljepoti i tvore ono što se u Kabali zove Adam Kadmon. U Bogu su skladno povezani mudrost i umnost, milosrđe i pravda, pobjeda i slava, kraljevanje i uzvišenost, ljepota i izvor svega. No, naročito se naglašava jedinstvo između Boga kao transcendentnog, muškog vida Boga i imanentnog, ženskog vida Boga koji se naziva Šeḥina (שְׁכִינָה). Bog kao transcendencija – predstavljen je kao parcuf („lice“) Ze'ir Anpin (doslovno: „malo lice“, ili „sin“) – što odgovara zajednici šest sefirota od Hesed do Jesod, a predstavljeni su jednom sefira, Tiferet; Bog kao imanencija, tj. prisustvo, boravak u ovom svijetu Asija, predstavljen je kao parcuf (lice) Nukva (doslovno: „kći“) – što odgovara sefira Malkut.
Dokle god traje jedinstvo, koje se rado predstavlja kao erotsko sjedinjenje, naročito u knjizi Zohar, dotle u svijetu vladaju mir i blagostanje. Kada dođe do „razvoda“ (hebr: g'rušim גְרוּשִׁים) između njih dvoje, govori se da je Šeḥina  u izgnanstvu (galut: גָלוּת), tada u svijetu zavlada svako zlo, nemir i bijeda. Zato kabalisti, naročito unutar hasidizma, prije svakog čina naglašavaju s punom pomnošću (kavana) da to čine radi “sjedinjenja Svetoga, neka bude blagoslovljen, i njegove Šeḥina.“ To sjedinjenje se rado predočuje erotskim predodžbama, jer se erotska žudnja shvaća kao najsnažniji simbol jedinstva i težnje za cjelinom. I zaista, erotska žudnja u ljubavi je ona snaga koja dijelove živoga i živa bića, drži  zajedno u skladnoj cjelini. Ljubav Božja se može shvatiti kao ona ljubav koja drži čvrsto povezane Božje atribute u skladnoj cjelini zvanoj Adam Kadmon, metaforički nazvanoj „Stablo života“ (ec hajim). Tom istom ljubavlju održava se i cjelovitost ljudskog tijela. I u tome leži moguća korespondencija između ljudskog tijela i tijela AK, pa onda i mogućnost iscjeljivanja ljudskog tijela kroz imaginativno spajanje s onim dijelovima tijela AK koji korespondiraju dijelovima ljudskog tijela koje treba iscijeliti (nanovo uspostaviti cijelima, tj. zdravima). 